# Kaikei
Kaikei (jap. 快慶; ur. ok. 1183, zm. ok. 1236) – japoński mnich buddyjski i rzeźbiarz.

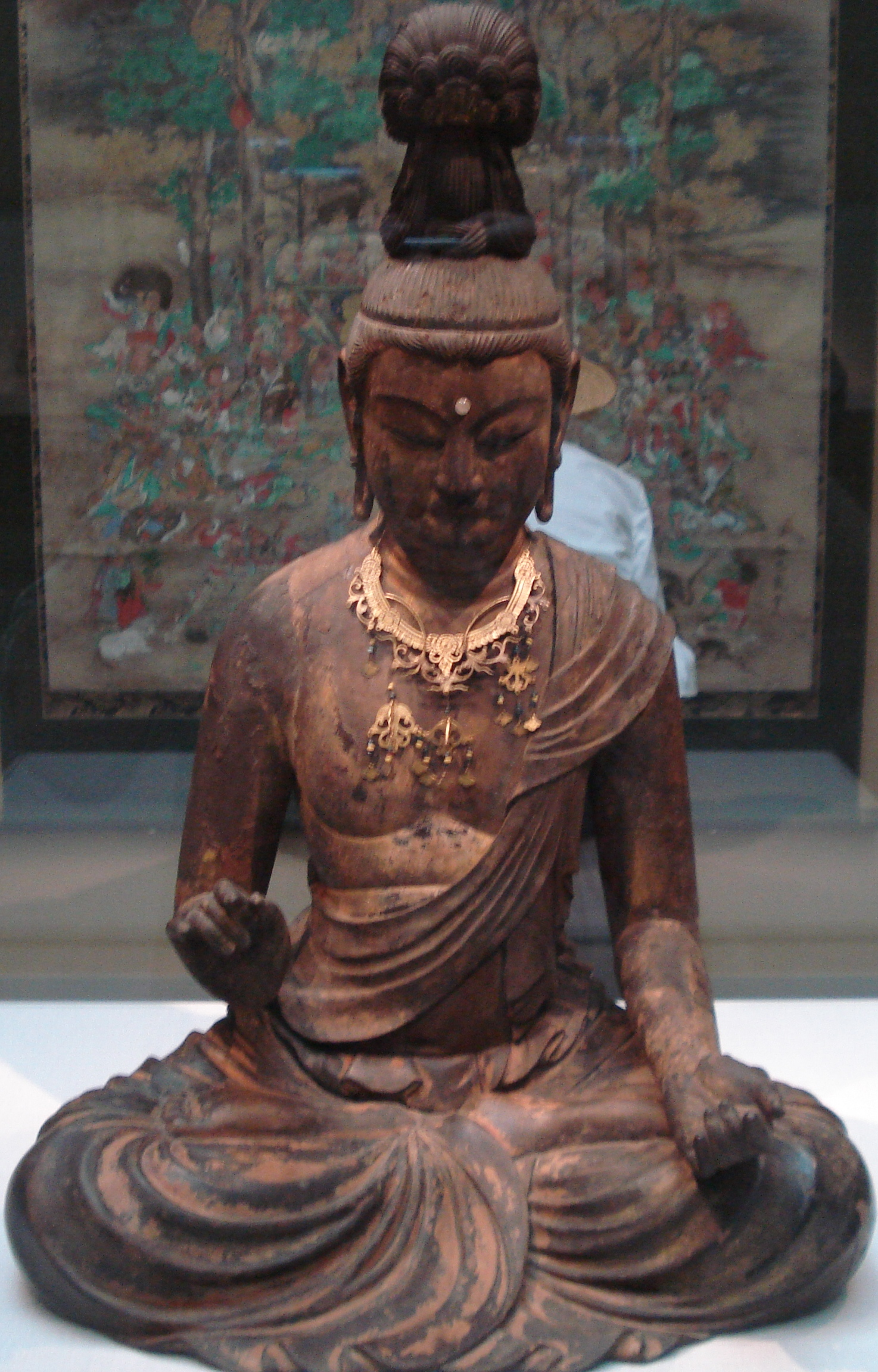
Rzeźba bodhisattwy

Był przybranym synem i uczniem rzeźbiarza Kōkeia, z synem którego, Unkeiem, wielokrotnie później współpracował. Z polecenia mnicha Chōgena pracował przy odbudowie spalonej w pożarze z 1180 roku świątyni Tōdai-ji w Narze, dla której wykonał m.in. rzeźby Amidy, Hachimana i strażników Niō. Do czasów współczesnych zachowało się ponad 20 przypisywanych mu dzieł. Kaikei wypracował własny styl określany nazwą an’ami, uchodzący za elegantszy i wytworniejszy od stylu Unkeia.